# Josephine Cochrane

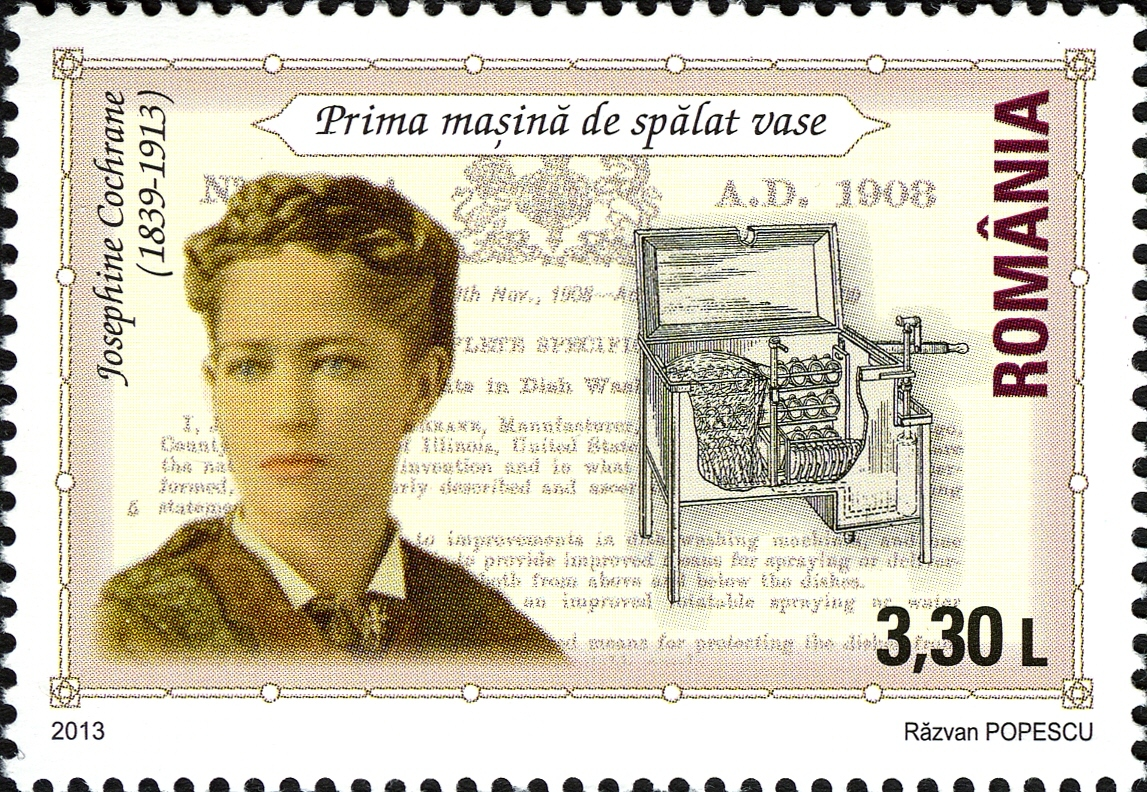
Chân dung Cochrane trên con tem România, 2013

Josephine Garis Cochran (Cochrane) (8 tháng 3, 1839 ở Ashtabula County, Ohio – 14 tháng 8, 1913 ở Chicago, Illinois) là nhà phát minh ra máy rửa chén tự động thành công về mặt thương mại đầu tiên trên thế giới, mà bà đã góp phần chế tạo cùng với thợ máy George Butters.
Chiếc máy rửa chén đã góp phần giải phóng được phần lớn công việc của người phụ nữ. Thiết kế của chiếc máy gồm nhiều khoang với kích thước vừa với chén bát và ly tách đặt bên trong một cái lồng, có bánh xe xoay vòng luân phiên phun nước nóng và xà phòng vào những vật dụng dơ bẩn cần làm sạch. Cochran đã sáng lập nên công ty sản xuất cho phát minh của bà, sau này trở thành thương hiệu Kitchenaid nổi tiếng được mọi người biết đến.
Cũng chính vì vậy mà sau khi Cochran mất người ta đã đưa tên tuổi bà vào trong Đại sảnh Danh vọng Nhà phát minh Quốc gia vào năm 2006 nhờ phát minh ra máy rửa chén.

## Tiểu sử

### Thuở hàn vi
Cochrane là con gái của kỹ sư xây dựng John Garis và Irene Fitch Garis.  Bà có một người chị gái tên là Irene Garis Ransom.  Ông nội của bà John Fitch là một nhà phát minh đã được trao bằng sáng chế tàu chạy bằng hơi nước. Bà lớn lên ở vùng quê Valparaiso, Indiana, rồi theo học trường tư cho đến khi trường này bị cháy.

### Hôn nhân và con cái
Sau khi chuyển đến sống cùng chị gái tại miền Shelbyville, Illinois, bà kết hôn với William Cochran vào ngày 13 tháng 10 năm 1858, vốn là người đã quay trở lại năm ngoái trước sự cố đáng thất vọng trong Cơn sốt vàng California, và trở thành một nhà buôn giàu có và chính trị gia Đảng Dân chủ.
- Hallie Cochran (? – ?) Hallie là con trai của William và Josephine Cochran. Cậu bé qua đời ở tuổi lên hai.
- Katharine Cochran (? – ?) Katharine Cochran là con gái của William và Josephine Cochran.[5]

Năm 1870, họ chuyển vào sống trong một dinh thự, và bắt đầu tổ chức các bữa tiệc buổi tối bằng cách sử dụng đồ đạc thừa tự Trung Quốc được cho là có từ những năm 1600. Sau một sự kiện, những người phục vụ lúng túng làm vỡ một số chén đĩa, khiến cho bà phải tìm kiếm một giải pháp an toàn hơn.  Bà cũng muốn làm giảm bớt sự vất vả của những bà nội trợ khỏi nhiệm vụ rửa chén sau bữa ăn. Bà ấy đã chạy dọc đường phố hét lên với bầu nhiệt huyết trước mắt,"Nếu không ai khác chế ra một cái máy rửa chén, tôi sẽ tự mình làm điều đó!"
Người chồng nghiện rượu của bà mất vào năm 1883 khi bà mới 45 tuổi, để lại một khoản nợ nần và số tiền mặt vỏn vẹn 1.535,59 đô la, điều đó thúc đẩy bà đi đến việc phát triển máy rửa chén. Bà vẫn giữ tên họ của William nhưng thêm vào chữ "e" sau cái chết của ông.
Một vài ngày sau lễ Giáng sinh năm 1886, Cochrane đã gửi một yêu cầu tới Văn phòng Sáng chế Hoa Kỳ. Bạn bè của Cochrane rất ấn tượng với phát minh của bà và nhờ vả bà tạo ra máy rửa chén cho họ, gọi nó là "Máy rửa chén Cochrane", về sau bà đứng ra thành lập Công ty Sản xuất Garis-Cochran.

### Cái chết và công nhận
Josephine qua đời vì cơn đột quỵ hoặc kiệt sức ở Chicago, Illinois, vào ngày 14 tháng 8 năm 1913, hưởng thọ 74 tuổi, và được chôn cất tại Nghĩa trang Glenwood tại Shelbyville, Illinois. Năm 2006 bà được đưa vào trong Đại sảnh Danh vọng Nhà phát minh Quốc gia.

## Máy rửa chén của Cochrane
Các nỗ lực khác đã được thực hiện để sản xuất một cái máy rửa chén có khả năng thương mại. Năm 1850, Joel Houghton thiết kế ra máy ngâm chén vặn bằng tay. Vào những năm 1860, L. A. Alexander đã cải tiến thiết bị với một cơ chế hướng dẫn cho phép người sử dụng xoay chén đĩa xếp lên giá qua bồn nước. Cả hai thiết bị này đều không có hiệu quả gì đặc biệt.
Cochrane đã thiết kế mô hình máy rửa chén đầu tiên của mình trong nhà kho phía sau căn nhà của bà ở Shelbyville, Illinois. George Butters là một thợ máy đã giúp bà trong việc chế tạo máy rửa chén đầu tiên; ông cũng là nhân viên của nhà máy rửa chén đầu tiên. Để tạo ra cái máy này, trước tiên bà đo chén đĩa và chế cái giá bọc bằng dây sắt, mỗi thiết kế đặc biệt để phù hợp với cả ly, cốc, hoặc đĩa. Các ngăn được đặt bên trong một bánh xe nằm phẳng bên trong nồi hơi bằng đồng. Một động cơ xoay bánh xe trong khi nước xà bông nóng được phun lên từ đáy nồi hơi và đổ xuống đống chén đĩa. Máy rửa chén của bà là cái máy đầu tiên sử dụng áp suất nước thay vì các chất tẩy rửa để làm sạch chén đĩa bên trong máy. Sau khi nhận được bằng sáng chế vào ngày 28 tháng 12 năm 1886 bà đã đem phát minh của mình ra trưng bày tại Triển lãm Columbian Thế giới năm 1893 ở Chicago, và đã giành được giải thưởng cao nhất về "công trình cơ khí tốt nhất, độ bền và khả năng thích ứng với hàng loạt công việc". Tiếng lành đồn xa, chẳng mấy chốc Cochrane đã nhận được đơn đặt hàng máy rửa chén của bà từ các nhà hàng và khách sạn ở Illinois. Nhà máy sản xuất kinh doanh, Garis-Cochran, bắt đầu quá trình sản xuất vào năm 1897.
Không phải chờ đến những năm 1950, máy rửa chén đã trở thành đồ gia dụng thông thường sau khi những ngôi nhà ngoại ô mới được xây dựng với hệ thống ống nước cần thiết để xử lý nước nóng thêm.